# Dendrobium lavarackianum
Dendrobium lavarackianum är en orkidéart som beskrevs av Mark Alwin Clements. Dendrobium lavarackianum ingår i släktet Dendrobium, och familjen orkidéer.
Artens utbredningsområde är Queensland. Inga underarter finns listade i Catalogue of Life.